# Spoorlijn Bremen-Burg - Bremen-Vegesack
De spoorlijn Bremen-Burg - Bremen-Vegesack is een Duitse spoorlijn en is als spoorlijn 1423 onder beheer van DB Netze.

## Geschiedenis
Het traject tussen Bremen-Burg en Bremen-Vegesack werd in 1862 geopend.

## Treindiensten

### S-Bahn van Bremen
Op het traject rijdt de S-Bahn van Bremen de volgende route:
| Serie | Treinsoort                  | Route                                                                | Bijzonderheden                            |
| ----- | --------------------------- | -------------------------------------------------------------------- | ----------------------------------------- |
| RS1   | Regio-S-Bahn (NordWestBahn) | Bremen-Farge – Bremen-Vegesack – Bremen Hbf – Achim – Verden (Aller) | Extra spitsritten tussen Vegesack en Hbf. |

## Aansluitingen
In de volgende plaatsen is of was er een aansluiting op de volgende spoorlijnen:
Bremen-BurgDB 1740, spoorlijn tussen Wunstorf en Bremerhaven
Bremen-VegesackDB 9145, spoorlijn tussen Bremen-Farge en Bremen-Vegesack

## Elektrische tractie
Het traject werd rond 1990 geëlektrificeerd met een wisselspanning van 15.000 volt 16⅔ Hz.